# Elias
Elias, właśc. Elias Mendes Trindade (ur. 16 maja 1985 w São Paulo) – brazylijski piłkarz występujący na pozycji pomocnika w Sportingu.

## Kariera klubowa

### Początki kariery
Elias zaczął swoją karierę w klubie SE Palmeiras, gdzie występował jako junior przez osiem lat, jednakże nigdy nie zadebiutował w pierwszym zespole. Po opuszczeniu klubu przeniósł się do Náutico, który jednak po roku opuścił w związku z faktem, iż grał mało i nie otrzymywał wynagrodzenia. Kolejnym klubie w jego karierze był Juventus. Dzięki dobrym występom został kupiony przez Ponte Preta, gdzie spełniał rolę wykonawcy rzutów wolnych. W 2008 roku Elias wraz ze swoją drużyną doszedł do finału Campeonato Paulista, który ostatecznie został przegrany.

### Corinthians
W 2008 roku Elias został zawodnikiem Corinthians Paulista, gdzie znany był z dobrej kontroli nad piłką.

### Atlético Madryt
5 grudnia 2010 roku Elias potwierdził, iż opuszcza Corinthians. W styczniu 2011 roku przeniósł się on do hiszpańskiego zespołu Atlético Madryt, jednakże transfer został dogadany już 16 grudnia 2010 roku.

### Sporting CP
30 sierpnia 2011 Zawodnik podpisał kontrakt na 5 lat ze Sportingiem. Kwota transferu wyniosła 8,8 miliona euro. Klauzula odejścia wynosi 40 milionów euro.

## Kariera reprezentacyjna
23 września 2010 roku Elias otrzymał od Mano Menezesa swoje pierwsze powołanie do reprezentacji Brazylii.